# Joaquín Leguina
Joaquín Leguina Herrán (Villaescusa, 5 de maio de 1941) é um político, economista, demógrafo e escritor espanhol.
Ele recebeu seu doutorado em Ciências Econômicas pela Universidade Complutense de Madrid e em Demografia na Sorbonne.
Membro do Partido Socialista Operário Espanhol (PSOE), foi vereador do Ayuntamiento de Madrid entre 1979 e 1983. Ele também serviu como deputado nacional no Congresso dos Deputados entre 1982 e 1983. Chefe da lista do PSOE nas primeiras eleições para a Assembleia de Madrid de 1983, foi eleito deputado regional e mais tarde ele foi investido como o primeiro presidente da comunidade autônoma de Madrid, cargo que ocupou entre 1983 e 1995.
Ele foi deputado no parlamento regional até sua renúncia em 1995. Ele retornou ao congresso depois das eleições gerais de 1996. Reeleito em 2000 e 2004, anunciou que não apareceria nas listas para as eleições gerais de 2008.